# Pavel (Grigorjev)
Pavel (světským jménem: Alexandr Vjačeslavovič Grigorjev; * 30. června 1974, Ščorc) je kazašský duchovní Ruské pravoslavné církve a metropolita vladivostocký a primorský.

## Život
Narodil se 30. června 1974 ve vesnici Ščorc v Kokčetauské oblasti.
Roku 1980 nastoupil na Ščorcovskou střední školu a roku 1987 se rodina přestěhovala do sídla Kačar v Kostanajské oblasti. Roku 1990 dokončil Kačarskou střední školu a nastoupil na Čeljabinskou státní technickou univerzitu. Po dokončení studia roku 1996 pracoval jako radiotechnik.
Roku 1992 byl pokřtěn. Roku 1998 byl přijat do monastýru svatého archanděla Michaela ve vesnici Kozicha.
Dne 10. července 1998 byl představeným monastýru Artemijem (Snigurem) postřižen na monacha a přijal mnišské jméno Pavel na počest svatého apoštola Pavla.
Dne 12. září 1998 byl biskupem novosibirským a berdským Sergijem (Sokolovem) rukopoložen na hierodiakona a 26. prosince na jeromonacha.
V letech 1999–2004 studoval dálkově na Tomském duchovním semináři a poté pokračoval ve studiu na Kyjevské duchovní akademii.
Od května 2006 do dubna 2010 byl duchovním archijerejského podvorje Ikony Matky Boží "Skoroposlušnica".
Od roku 2006 přednášel na Novosibirském pravoslavném bohosloveckém institutu svatého Makaria a od roku 2009 na Novosibirském duchovním semináři.
Dne 4. října 2012 byl jmenován představeným monastýru svatého archanděla Michaela v Koziše.
Dne 15. července 2013 se stal představeným farnosti svatého knížete Vladimíra. Na začátku roku 2014 byl jmenován předsedou komise pro monastýry a mnišství novosibirské eparchie.
V září 2014 byl zařazen Synodního oddělení pro monastýry a mnišství.
Dne 24. prosince 2015 jej Svatý synod zvolil biskup kolyvanským a vikářem novosibirské eparchie. Dne 25. prosince byl povýšen na archimandritu a o den později byl oficiálně jmenován biskupem.
Dne 8. ledna 2016 proběhla v chrámu Zesnutí přesvaté Bohorodice v Moskvě jeho biskupská chirotonie. Světiteli byli patriarcha moskevský Kirill, metropolita istrijský Arsenij (Jepifanov), metropolita novosibirský a berdský Tichon (Jemeljanov), biskup solněčnogorský Sergij (Čašin), biskup iskitimský a čerepanovský Luka (Volčkov), biskup karasukský a ordynský Filipp (Novikov) a biskup kainský a barabinský Feodosij (Čaščin).
Dne 28. prosince 2018 byl ustanoven biskupem jejským a timašjovským.
Dne 30. srpna 2019 byl jmenován také biskupem dušanbeckým a tádžikistánským se zachováním předchozí funkce biskupa jejského. Stejného dne byl osvobozen od funkce představeného monastýru.
Dne 24. října 2024 byl ustanoven biskupem vladivostockým a primorským s osvobozením od předchozích funkcí. Dne 2. prosince byl povýšen na metropolitu.